# Peter Stein
Peter Stein, född 1 oktober 1937  i Berlin, är en tysk teaterregissör.

## Biografi
Peter Stein studerade litteraturhistoria och konsthistoria vid Johann Wolfgang Goethe-Universität i Frankfurt am Main 1956-1958 och Ludwig-Maximilians-Universität i München 1958-1964. Från 1964 verkade han som regiassistent och dramaturg vid Münchner Kammerspiele där han debuterade som regissör 1967 med Edward Bonds Gerettet (Saved), som också var hans första uppsättning att bjudas in till Berliner Theatertreffen. Året därpå fick han sparken efter premiären på Peter Weiss Vietnam-Diskurs på grund av uppsättningens USA-kritik och för att han startat en insamling till förmån för den sydvietnamesiska befrielserörelsen FNL. Hans stora genombrott var uppsättningen av Johann Wolfgang von Goethes Torquato Tasso med Bruno Ganz i huvudrollen på Theater Bremen 1969, som gjorde succé på Theatertreffen, men som samtidigt var starkt kontroversiell eftersom den kritiserade kapitalismens makt över den konstnärliga friheten. Från 1970  till 1985 var han chef och ledande regissör på Schaubühne i Berlin. Han har blivit internationellt tongivande med sina klassikeruppsättningar, vilka bygger på analytisk skärpa kombinerat med anslående scenisk verkan. En av de mest omtalade uppsättningarna är Aischylos fullständiga trilogi Orestien från 1980. 1991-1997 var han talteaterchef på Salzburger Festspiele. År 2000 satte han upp båda delarna av Johann Wolfgang von Goethes Faust på Expo 2000 i Hamburg. Detta var första gången verkets samtliga 12 110 verser framfördes på scen i en föreställning som sammanlagt varade 21 timmar. Peter Stein har även regisserat opera och film. Sammanlagt har 18 av hans uppsättningar bjudits in till Theatertreffen, den senaste var Jean Racines Phädra 1988. Bland priser han tilldelats kan först och främst nämnas det europeiska teaterpriset Premio Europa 2011. 1988 tilldelades han Goethepreis, 1993 Erasmuspreis och 1996 Fritz-Kortner-Preis.